# Discographie de Shang Wenjie
Cette page répertorie les albums, EP et compilation de la chanteuse chinoise Shang Wenjie, sortis sous le label Huayi Brothers Music.